# チェロ協奏曲第2番 (ショスタコーヴィチ)
チェロ協奏曲第2番 作品126 は、ドミートリイ・ショスタコーヴィチが1966年に作曲したチェロ協奏曲。調性をつけて『チェロ協奏曲第2番 ト短調』（またはト長調）と表記されることもあるが、ショスタコーヴィチ自身が記したスコアには調性の記載はない。

## 概要
本作は前作『第1番 変ホ長調』（作品107）から7年後に作曲され、前作と同様にチェリストのムスティスラフ・ロストロポーヴィチのために作曲されたが、本作が作曲された当時、ショスタコーヴィチは心臓病を始めとする疾患に悩まされていた。彼は喘息に悩まされながらもクリミアのオレアンダ保養所で本作の作曲を進めたが、その後、深刻な心臓発作を起こし、初演の直前まで本格的な入院生活を余儀なくさせられた。

### 初演
1966年9月25日に行われたショスタコーヴィチ60歳の誕生日コンサート（モスクワ音楽院大ホール）で、息子のマクシム・ショスタコーヴィチの指揮、ソヴィエト国立交響楽団の演奏と、ソリストは第1番と同じくムスティスラフ・ロストロポーヴィチにより初演された。

## 楽器編成
晩年の作品らしく、多彩な打楽器が要求されているが、金管楽器は、トランペット、トロンボーン、チューバを含まないのが特徴である。
- 独奏チェロ
- ピッコロ
- フルート
- オーボエ 2
- クラリネット 2
- ファゴット 3（第3奏者はコントラファゴットと持ち替え）
- ホルン 2
- ティンパニ
- 大太鼓
- 小太鼓
- タンブリン
- ウッドブロック
- トムトム
- 鞭
- シロフォン
- ハープ 2
- 弦五部

## 曲の構成
全3楽章、演奏時間は約35分。作曲者中期の作品である『交響曲第6番 ロ短調』（作品54）や『ピアノ五重奏曲 ト短調』（作品57）でも見られたように、緩徐楽章から始まる珍しい構成。
- 第1楽章 ラルゴ
4分の4拍子、複合三部形式。
第1番の明快な第1楽章とは対照的で、極めて内省的で心に深くしみとおる。ト短調の性格があるが、概ね無調である。
- 第2楽章 アレグレット
2分の2拍子、ソナタ形式。
独奏チェロの短い序奏から始まる。この序奏の中のモティーフは、後で第3楽章冒頭のファンファーレを導き出す重要なイントネーションを暗示している。
- 第3楽章 アレグレット
2分の2拍子。
第2楽章と第3楽章との間は切れ目なしに演奏されるが、第3楽章の冒頭には第2楽章で活躍したホルンがその余力を集めて、驚くようなファンファーレを披露する。